# Dzieło sztuki (album)
Dzieło Sztuki – debiutancki album białostockiej Fabuły. Został wydany 6 czerwca, 2009 roku nakładem wytwórni Step Records. Gościnnie występują Miodu, Pih, Ero, Ten Typ Mes czy Północny Toruń Projekt. Do utworu "Proforma" powstał teledysk.
Z sondażu przeprowadzonego przez polski portal hip-hopowy Hip-hop.pl wynika, że był to najbardziej oczekiwany debiut rapowy w Polsce.

## Lista utworów
1. "Prolog (Ciąg Dalszy Nastąpił)"
2. "Szykuj Się" (gościnnie: HST)
3. "Made In Tu"
4. "O Czym Myślisz"
5. "Proforma" (gościnnie: Skazani na Sukcezz)
6. "(Nie)Zwykły Chłopak Z Podlasia"
7. "Siła, Szacunek I Szmal"
8. "Życzenie Śmierci" (gościnnie: Miodu, Pih, Ero, Ten Typ Mes)
9. "Kochają, Nienawidzą" (gościnnie: Lukasyno)
10. "Z Zimną Krwią"
11. "Wschodnia Sztuka Walki" (gościnnie: Fama Familia)
12. "Miasto Boga" (gościnnie: Jopel)
13. "Co Z Tą Polską"
14. "Dzieła Sztuki" (gościnnie: Te-Tris)
15. "Odwilż"
16. "Dorzuć Do Interesu" (gościnnie: Północny Toruń Projekt)
17. "Wóda Tank Klan"
18. "Na Rewirach '09" (gościnnie: Cira)
19. "Piekło, Czyściec, Raj"
20. "Epilog"